# Granduca di Russia
Il Granduca di Russia (in russo velikie knjazi) è un titolo conferito a tutti e solo i figli degli Zar di Russia. Gli stessi figli dei granduchi (nipoti dello Zar) portavano il solo titolo di principe (Knjaz).
I Granduchi di Russia, istituiti in epoca moderna, dovrebbero letteralmente essere tradotti come "Gran Principi", e "tuttavia, è ormai invalso l'uso di chiamarli "Granduchi". Il titolo contraddistingueva i membri, maschi e femmine, della dinastia imperiale russa, diversi dallo Zar e dalla Zarina. Perciò in Russia non esistevano famiglie il cui capofamiglia avesse il titolo di Granduca.